# Spaghetti Dandan
Gli spaghetti Dandan o dandanmian (Cinese semplificato: 担担面; Cinese tradizionale: 擔擔麵) sono un piatto di spaghetti cinesi originario della cucina del Sichuan. Il piatto consiste in una salsa piccante che di solito contiene verdure conservate (spesso include zha cai (榨菜), le parti inferiori ingrossate dei gambi di senape, o ya cai (芽菜), le parti superiori dei gambi di senape), olio al peperoncino, pepe del Sichuan, carne di maiale tritata e scalogno, il tutto servito su spaghetti cinesi. Il piatto può essere servito asciutto o come "zuppa di noodles".
A volte vengono aggiunti crema di sesamo e/o burro di arachidi, e occasionalmente possono prendere il posto della salsa piccante, di solito nella realizzazione "Cinese-Americana" del piatto. In questo caso, il dandanmian è considerato una variante del ma jiang mian (麻醬麵), spaghetti con salsa di sesamo, anche se il termine ma jiang mian identifica solitamente un piatto tipico di Shanghai. Nella cucina "Cinese-Americana", il dandanmian è spesso più dolce, meno piccante e meno brodoso di quello tipicamente servito nella regione del Sichuan.

## Origine e nome
Il nome si riferisce a un tipo di palo di bambù (dan dan) che veniva utilizzato dai venditori ambulanti che vendevano il piatto ai passanti. Il palo veniva portato in spalla, con due cesti contenenti la pasta e la salsa attaccati alle due estremità. La popolarità del piatto venduto in strada fece sì che la gente cominciò a chiamarli spaghetti dandan, riferendosi ai venditori ambulanti. Il nome si traduce letteralmente come "tagliatelle portate su un palo", ma può essere meglio tradotto come "tagliatelle del venditore ambulante".
Per scrivere il nome della pietanza, in Inglese,  vengono utilizzate diverse ortografie. La prima parola può essere scritta come dandan, dundun o tantan, e l'ultima parola può anche essere scritta come mein (pronuncia cantonese).

## Piatti correlati

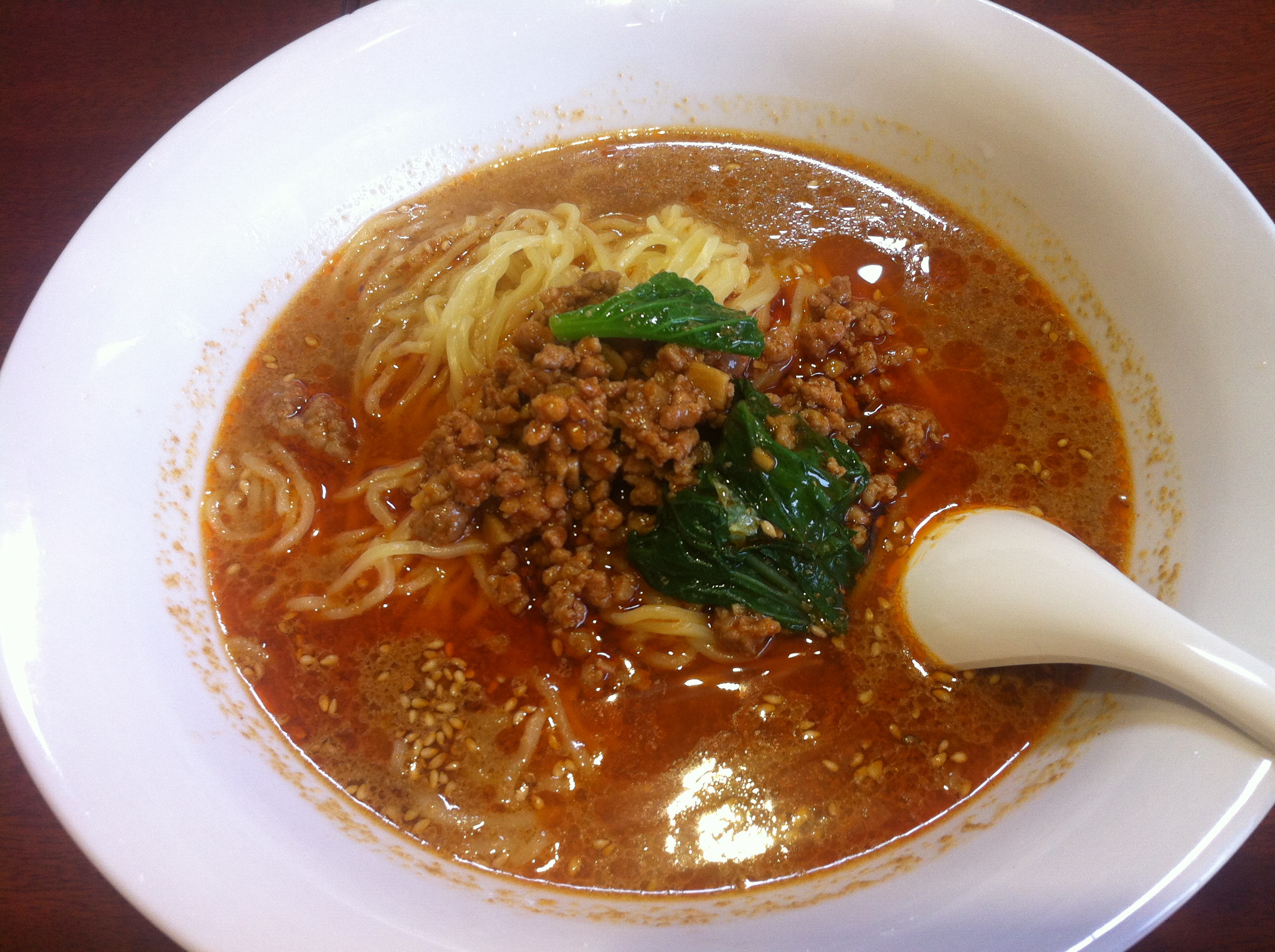
Tantan-men

La stessa salsa viene spesso servita su pollo in camicia (chiamato pollo bonbon o bangbang (棒棒 鸡)), e su gnocchi al vapore ripieni di carne in un altro piatto del Sichuan chiamato suanla chaoshou. Il piatto giapponese corrispondente è il tantan-men, una forma di ramen (formalmente 担担麺, come in cinese, ma spesso scritto con 々, o con 坦 anziché 担).